# 狎鸥亭罗德奥站
狎鷗亭羅德奧站（：／ Apgujeong-rodeo yeok */?）是水仁·盆唐線沿線的一座地下車站，位於韓國首爾特別市江南區狎鷗亭洞、清潭洞、新沙洞的邊界上。本站至首爾林站間以河底隧道連結。

## 車站結構
站體為2面2線側式月台的地下車站，候車月台設有月台幕門。

### 月台配置
| ↑ 首爾林   |
| \| １      |
| 江南區廳 ↓ |

| 月台 | 路線                   | 目的地                       |
| ---- | ---------------------- | ---------------------------- |
| 1    | ●首都圈電鐵水仁·盆唐線 | 宣靖陵、牡丹、書峴、水原方向 |
| 2    | ●首都圈電鐵水仁·盆唐線 | 首爾林、往十里方向           |

## 歷史
- 2012年10月6日：落成啟用。

### 命名爭議
本站的站名得名於在江南區有名的「狎鷗亭羅德奧街」，是當地一條海外著名品牌集中的街道。而「羅德奧街」這名稱又得名於美国加州比佛利山的同名街道「羅德奧大道」（Rodeo Avenue）。
當初本站尚處於建設階段時，由於地處清潭洞，且為避免和首爾地鐵7號線的清潭站混淆，而暫時命名為「新清潭站」；這個名稱也是當時出版的地圖上標記的站名。開通前，江南區廳把本站站名改為「清水津站」，之後又有人提議應該叫作「狎鷗亭羅德奧站」。經過韓國鐵道公社站名制定審議委員會開會商議之後，決定採納「清水津站」這個名稱。不過這個決議受到狎鷗亭洞的居民反對。當江南區廳採納狎鷗亭居民的意見後，又輪到清潭洞的居民反對，認為大眾已經習慣了「新清潭站」這個站名，要求將「新清潭站」列為本站的副站名。

## 車站周邊
- 狎鷗亭羅德奧街
- Galleria百貨（朝鲜语：갤러리아백화점）名品店
- 清潭高校
- Namoo Actors

## 圖片

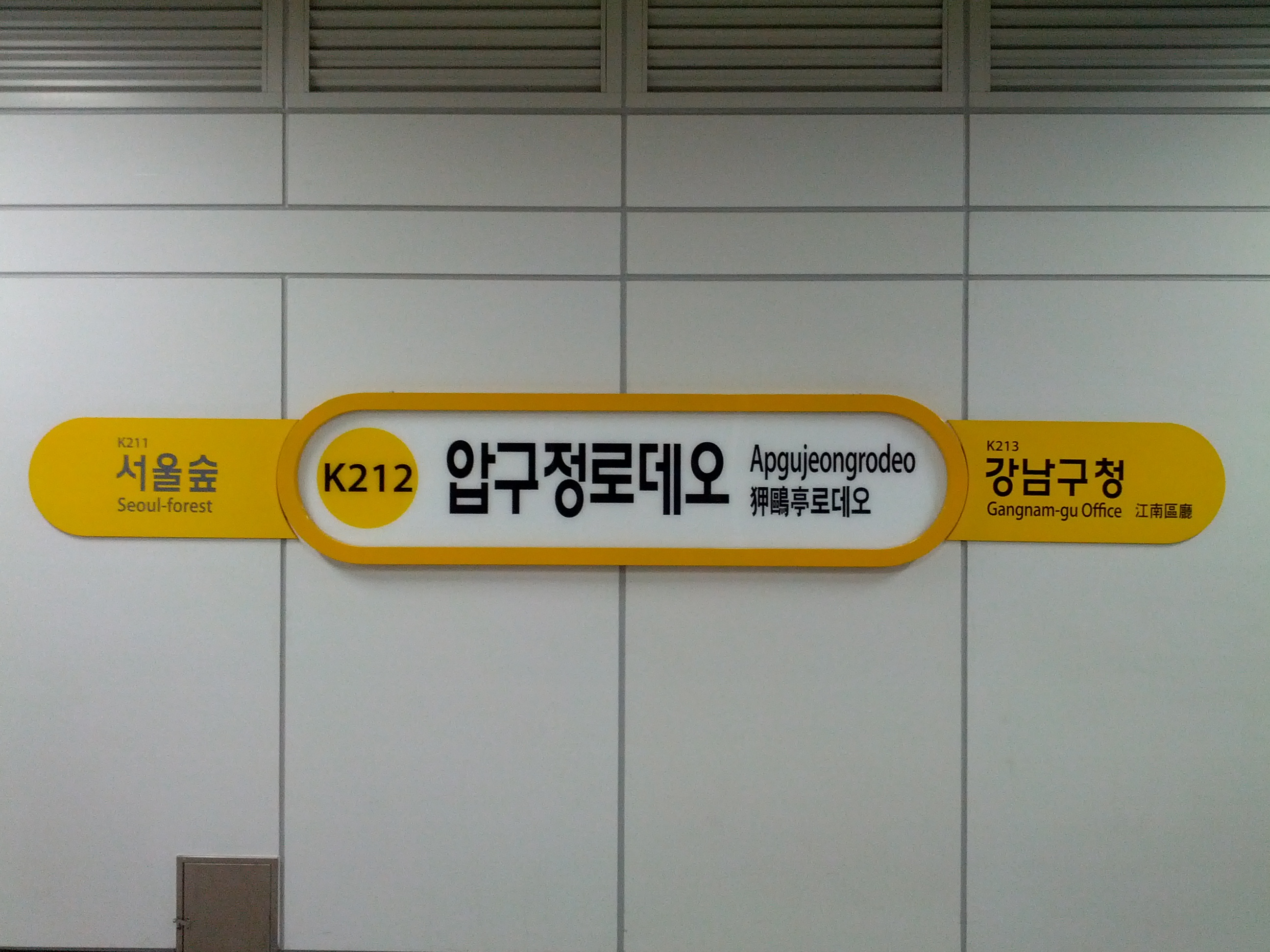
站名牌
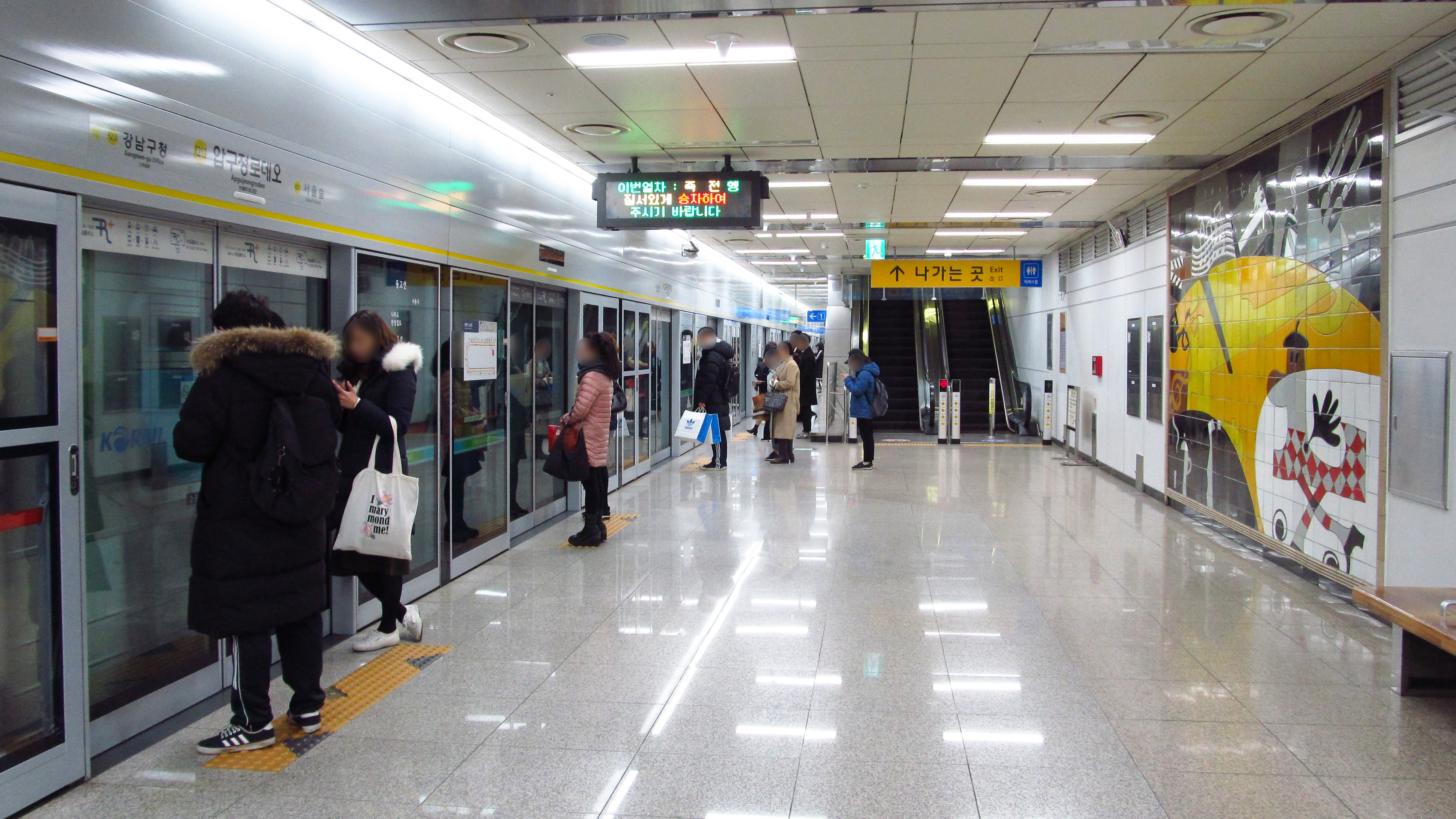
候車月台
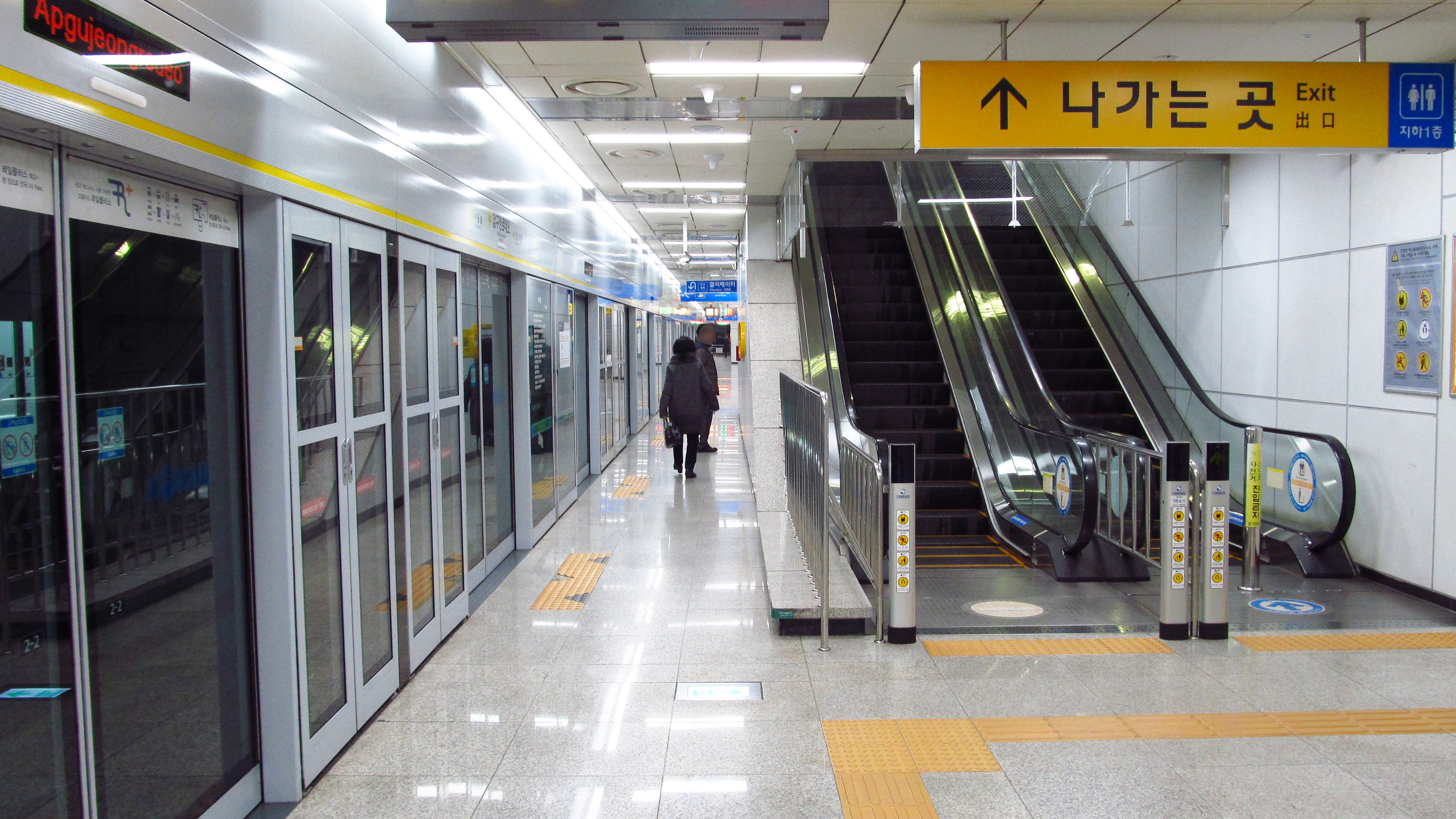
候車月台
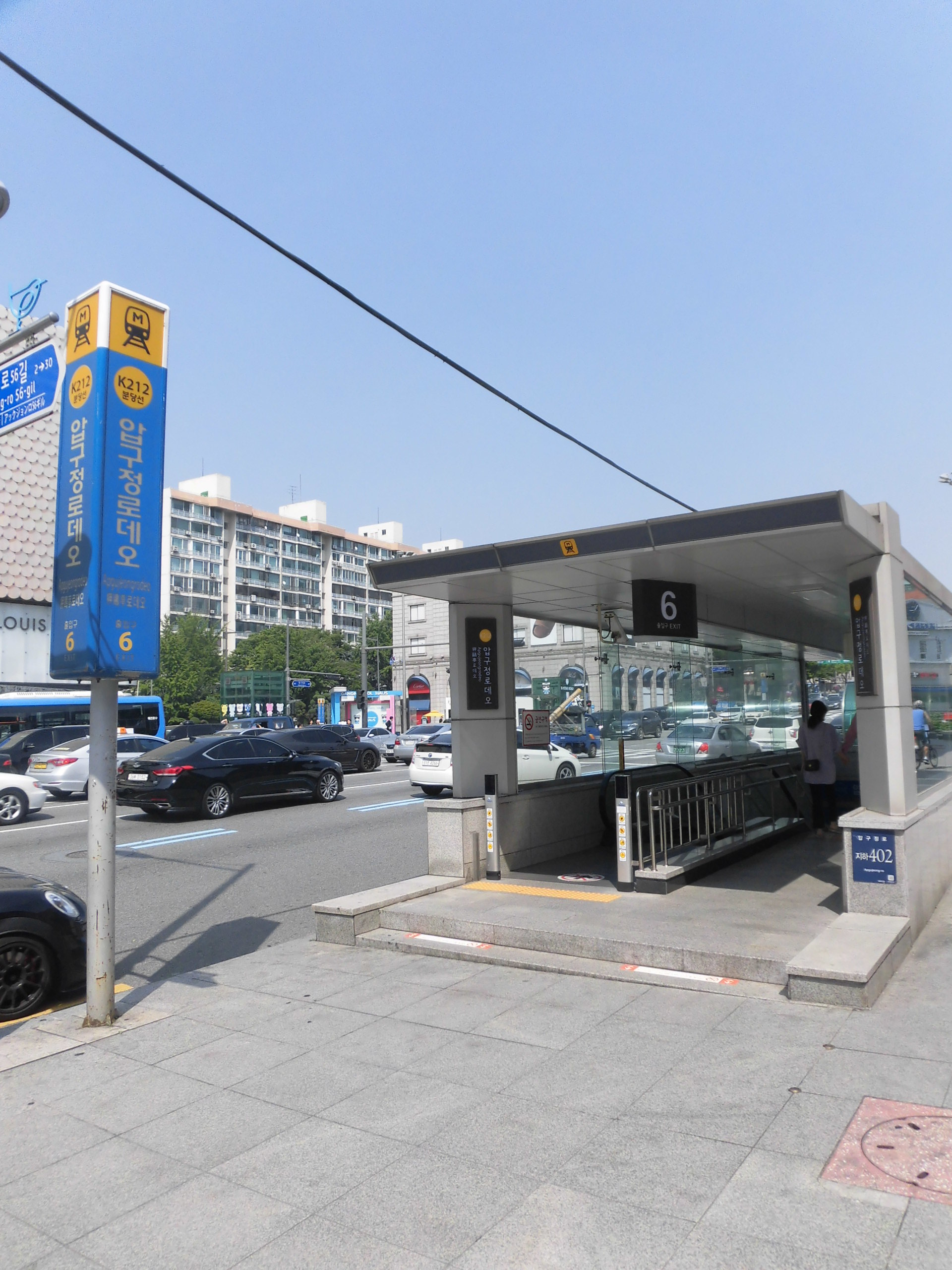
6號出口
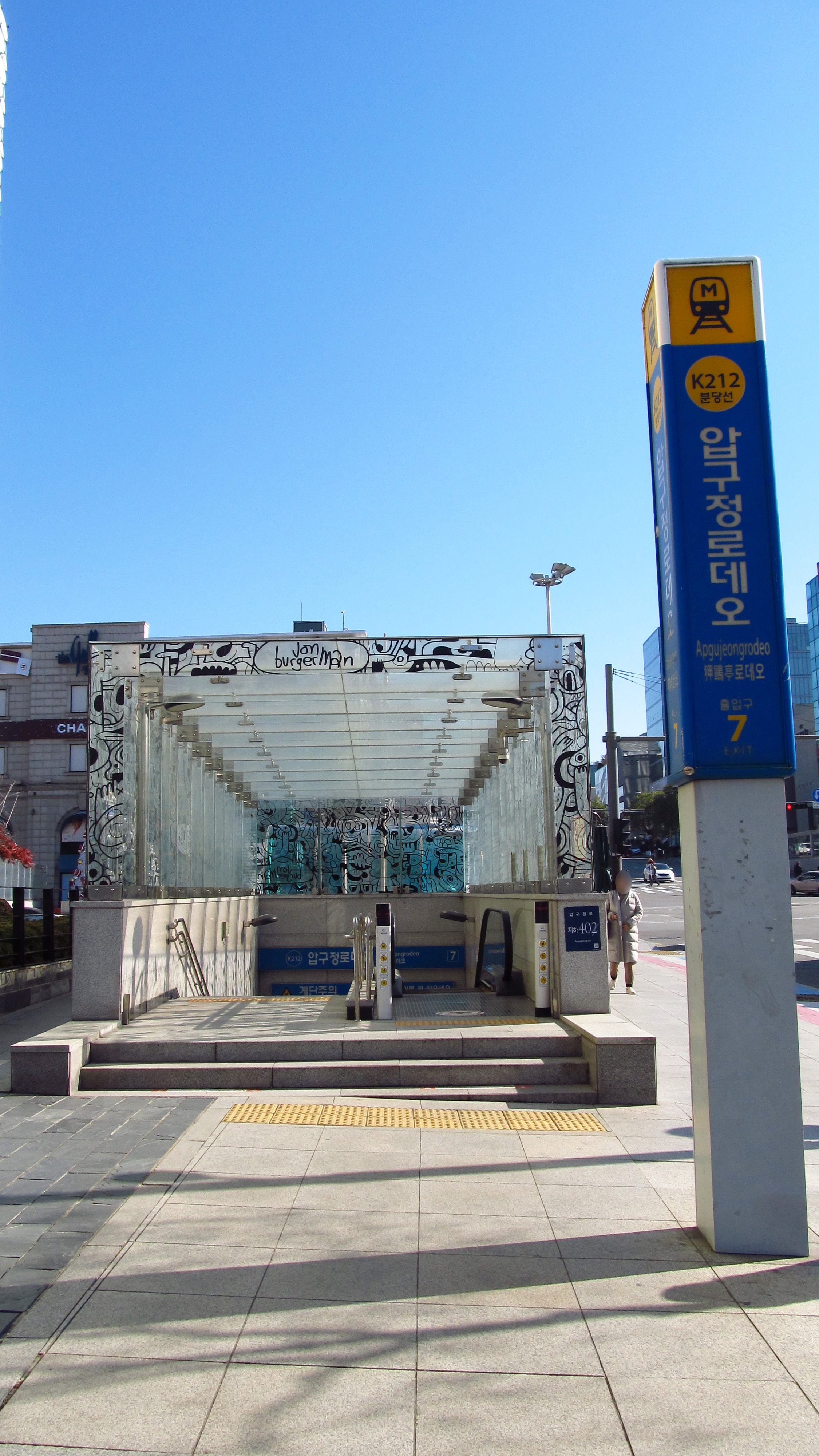
7號出口

## 相鄰車站
韩國鐵道公社
●首都圈電鐵水仁·盆唐線
盆唐急行、緩行
首爾林（K211）－狎鷗亭羅德奧（K212）－江南區廳（K213）